# Năng lượng ở Afghanistan

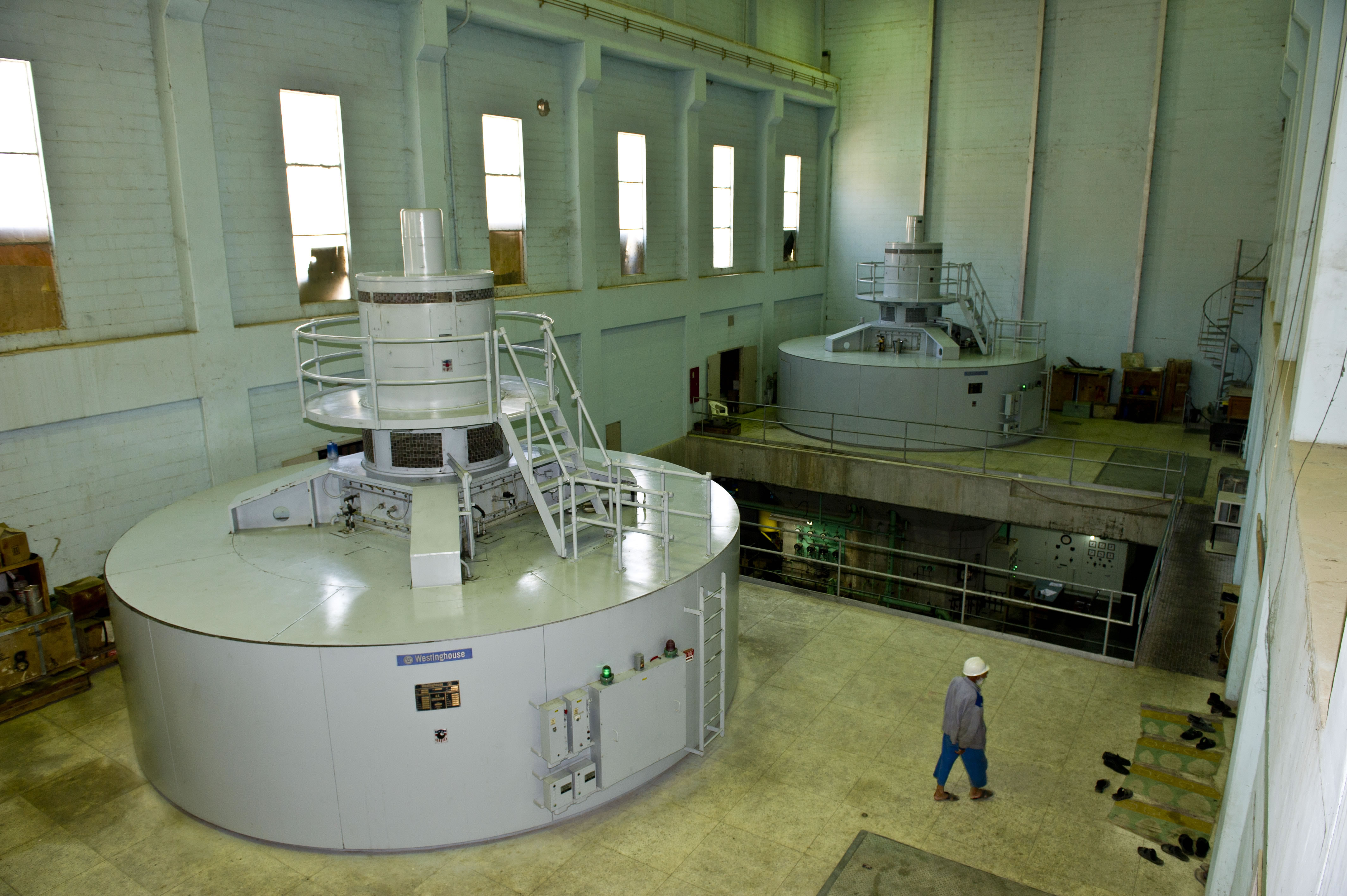
Bên trong trạm điện ở đập Kajaki ở phía nam Tỉnh Helmand của Afghanistan.

Năng lượng ở Afghanistan chủ yếu cung cấp bởi thủy điện. Nhiều thập kỷ trong chiến tranh đã khiến cho mạng lưới điện của đất nước bị hư hỏng nặng. Tính đến năm 2012, khoảng 33% dân Afghanistan có thể tiếp cận điện và trong thủ đô Kabul, 70% có sử dụng điện đáng tin cậy trong 24 giờ.
Theo Da Afghanistan Breshna Sherkat (DABS), Afghanistan sản xuất khoảng 300 megawat (MW) điện chủ yếu là từ thủy điện, sau đó là từ nhiên liệu hóa thạch và năng lượng mặt trời. Khoảng hơn 1.000 MW được nhập từ các nước láng giềng như Iran, Turkmenistan, Uzbekistan và Tajikistan.
Quốc gia này đang cần ít nhất 2.000 MW điện, và ước tính sẽ cần khoảng 3.000 MW để đáp ứng nhu cầu của nước này vào năm 2020. Chiến lược phát triển quốc gia Afghanistan đã xác định được năng lượng thay thế như gió và năng lượng mặt trời, như một nguồn năng lượng giá trị cao để phát triển. Các dự án năng lượng thay thế đã và đang được thử nghiệm trên toàn quốc, từ các turbine gió trong tỉnh Panjshir đến các đập thủy điện nhỏ tại Badakhshan, tới các hệ thống biogas cỡ nhỏ trên toàn quốc.

## Thủy điện

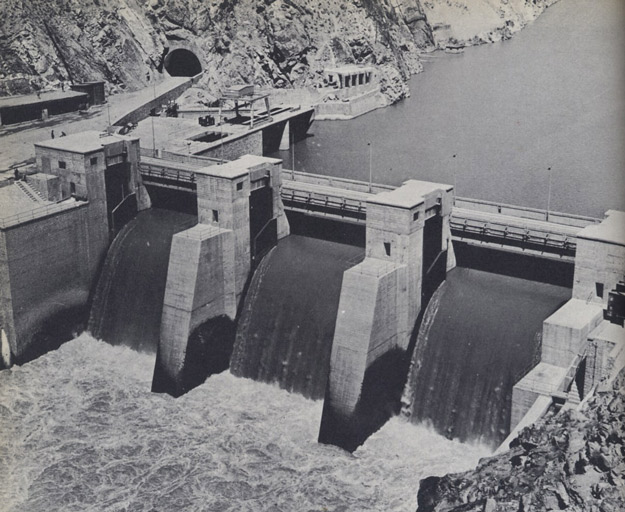
Nhà máy thủy điện Sarobi, được xây dựng vào những năm 1950.

Các nhà máy thủy điện đã được xây dựng từ những năm 1950 và giữa những năm 1970, trong đó bao gồm những nhà máy thủy điện Sarobi, nhà máy ở tỉnh Kabul, nhà máy Naghlu ở phía đông tỉnh Nangarhar, nhà máy Kajaki trong tỉnh Helmand và một số nhà máy khác. Các cơ sở thủy điện khác đã được hoạt động từ năm 2002, bao gồm các nhà máy Puli Khumri, Darunta trong tỉnh Nangarhar, Dahla ở tỉnh Kandahar và một số ở Mazar-i-Sharif. Cũng trong tình trạng hoạt động có đập Breshna-Kot ở Nangarhar có công suất phát điện 11.5 MW. Việc xây dựng của thêm hai trạm điện với tổng công suất 600 kW đã được lên kế hoạch tại thành phố Charikar.
Khu vực phía nam của Afghanistan đã thiếu điện do các vấn đề với nhà máy điện Kajaki ở Helmand, nơi đã bị hư hại và bị bỏ quên trong nhiều năm. Một turbine phát điện thứ 3 đã được bổ sung gần đây với sự hỗ trợ của cơ quan  phát triển quốc tế Hoa Kỳ (USAID). Tăng thêm 16.5 MW làm nhà máy có khả năng cuối cùng là cung cấp cho hai thành phố phía nam Afghanistan là thành phố Kandahar và Lashkar Gah với khoảng 10 giờ có điện mỗi ngày. Một số đập nước lớn đang được xây dựng vào các mục đích khác nhau của quốc gia, trong đó là chủ yếu cho mục đích thủy lợi. Hai mới đập đang được xây dựng ở tỉnh Kunar, một trong số đó có khả năng sản xuất 1500 MW  trong khu vực tỉnh chủ quản Surtak.

## Khí thiên nhiênvàdầu
Khí thiên nhiên là xuất khẩu quan trọng về kinh tế của Afghanistan năm 1995, chủ yếu đi đến Uzbekistan qua đường ống. Trữ lượng khí thiên nhiên nhiên đã từng ước tính khoảng 140 tỉ m³ (mét khối). Sản xuất bắt đầu từ năm 1967 với 342 triệu m³, nhưng đã tăng lên 2.6 tỷ m³ từ năm 1995. Trong năm 1991, một mỏ khí mới đã được phát hiện tại Chekhcha, tỉnh Jowzjan. Khí thiên nhiên cũng được sản xuất tại tỉnh Sheberghan và Sar-e Poli. Năm 2002, các mỏ khí đã hoạt động đã được đặt tại Djarquduk, Khowaja Gogerdak và Yatimtaq, tất cả đều thuộc tỉnh Jowzjan. Trong năm 2002, khí đốt tự nhiên sản xuất được 1.77 tỷ feet khối
(≈
5.807 tỉ m³).
Trong tháng 8 năm 1996, một tập đoàn đa quốc gia đồng ý xây dựng 1.430 km đường ống qua Afghanistan để vận chuyển khí đốt từ Turkmenistan đến Pakistan với chi phí khoảng 2 tỷ USD. Tuy nhiên, các cuộc không kích của Mỹ đã dẫn đến hủy bỏ dự án vào năm 1998 và việc tài trợ cho dự án như vậy vẫn là một vấn đề có nguy cơ cao về chính trị, và an ninh. Vào năm 2012, các nhà lãnh đạo của bốn quốc gia đã ký một thỏa thuận để xây dựng đường ống  dẫn Turkmenistan-Afghanistan-Pakistan-Ấn Độ (TAPI).
Một lượng dầu thô đã được sản xuất tại mỏ Angot ở phía bắc tỉnh Sar-e Pol. Một mỏ dầu nhỏ khác ở Zomrad Sai gần Sheberghan được cho là đã được sửa chữa vào giữa năm 2001. Các sản phẩm dầu mỏ như dầu diesel, xăng, và xăng máy bay phải nhập khẩu, chủ yếu là từ Pakistan và các nước Trung Á. Một kho lưu trữ và cơ sở phân phối nhỏ đã được đặt tại Jalalabad trên đường cao tốc giữa Kabul và Peshawar, Pakistan.
Afghanistan được báo cáo là có tổng cộng trữ lượng dầu dự trữ khoảng 2.9 tỷ thùng.

## Điện nhập khẩu

### Uzbekistan
Các cuộc thảo luận về cung cấp điện đã bắt đầu vào năm 2006, việc xây dựng một đường dây truyền tải điện cao thế 442 km từ Uzbekistan đến Afghanistan đã được hoàn thành vào tháng 10 năm 2008. Nó chạy từ Kabul qua 5 tỉnh của Afghan đến biên giới với Uzbekistan và kết nối với hệ thống truyền tải Uzbekistan. Dự kiến dự án sẽ có giá 198 triệu USD. Đường dây truyền tải được đầu tư bởi Ấn Độ và Ngân hàng Phát triển Châu Á Kết quả là vào đầu tháng 4 năm 2009, tất cả Kabul của thành phố thủ đô Kabul đều có điện 24 giờ. Đến năm 2011, tuyến 220 kV từ Uzbekistan có công suất gần 300 MW.

## Than
Afghanistan được cho là có trữ lượng than tổng cộng khoảng 100-400 triệu tấn. Các mỏ này nằm từ Badakhshan và kéo dài đến tỉnh Herat. Afghanistan có hơn 11 mỏ than.

## Năng lượng mặt trời

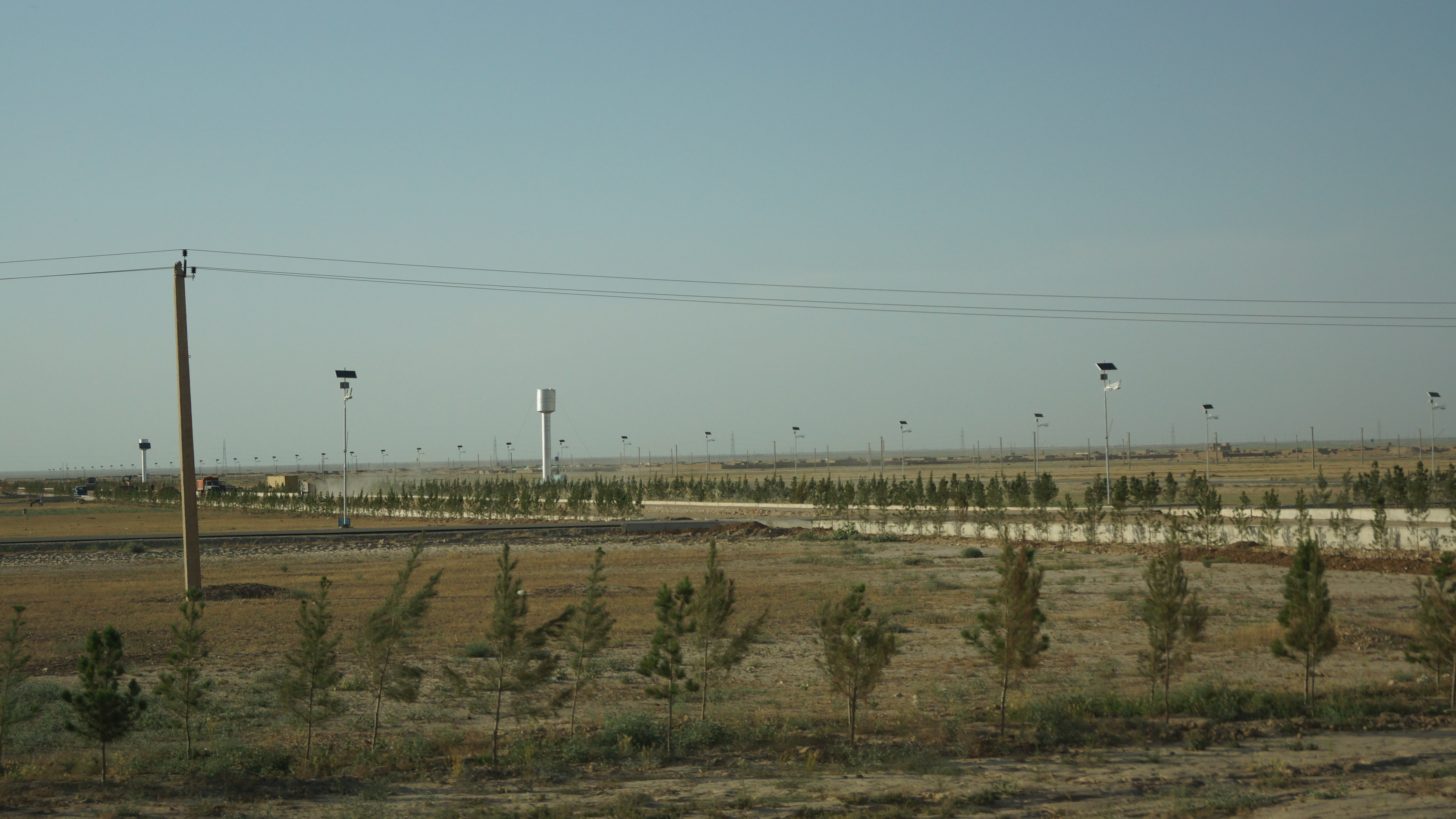
Năng lượng mặt trời ở phía bắc tỉnh Balkh

Vào năm 1991, 72 bộ thu năng lượng mặt trời mới được hoàn thành ở Kabul tại một chi phí là 364 triệu USD. Việc lắp đặt đã đốt nóng 40.000 lít nước tới nhiệt độ trung bình 60 °C trong ngày. Việc sử dụng năng lượng mặt trời đang trở nên phổ biến ở Afghanistan. Đèn đường năng lượng mặt trời được lắp đặt  trong một số thành phố ở Afghanistan, bao gồm cả thủ đô Kabul. Nhiều dân làng ở nông thôn của đất nước này cũng có mua tấm pin mặt trời và sử dụng chúng.

## Địa nhiệt
Một vùng rộng lớn của Afghanistan có tiềm năng địa nhiệt chưa được khai thác bên nằm trong lòng đất dưới dạng mắc ma hoặc đá khô nóng. Các công nghệ hiện tại dùng để cung cấp năng lượng chi phí thấp từ nguồn địa nhiệt Afghanistan, nó là nằm trong trục chính khu vực của Hindu Kush. Chúng chạy dọc theo hệ thống đứt gãy Herat, từ Herat tới hành lang Wakhan ở phía Bắc.
Với việc sử dụng hiệu quả tài nguyên thiên nhiên sẵn có ở Afghanistan, các nguồn năng lượng thay thế có thể được sử dụng trong công nghiệp, cung cấp nhu cầu năng lượng của quốc gia và xây dựng sự tự cung tự cấp về kinh tế.

## Uranium
Tỉnh Helmand ở miền nam Afghanistan có trữ lượng uranium dự trữ được xác nhận bởi Bộ mỏ Afghanistan.

## Biogas (khí sinh học)
Bên cạnh gió và ánh nắng mặt trời, các nguồn năng lượng thay thế cho Afghanistan bao gồm khí sinh học và địa nhiệt năng lượng. 
Khí sinh học được sản xuất bởi chất thải động vật tạo ra nhiên liệu sạch, không mùi và không khói. Quá trình sản xuất cũng tạo ra phân bón chất lượng cao có thể sử dụng cho các trang trại gia đình.
Các bể biogas gia đình cần 50 kg phân chuồng mỗi ngày để hỗ trợ các gia đình trung bình. Bốn đến sáu con bò là cần thiết để sản xuất số lượng này hoặc tám đến chín con lạc đà hoặc 50 cừu/dê. Về mặt lý thuyết, Afghanistan có tiềm năng sản xuất 1,400 triệu m³ khí sinh học hàng năm. Một phần tư số lượng này có thể đáp ứng một nửa nhu cầu năng lượng của Afghanistan, theo một báo cáo tháng 1 năm 2011 từ phòng thí nghiệm năng lượng tái tạo quốc gia Hoa Kỳ.

## Năng lượng gió

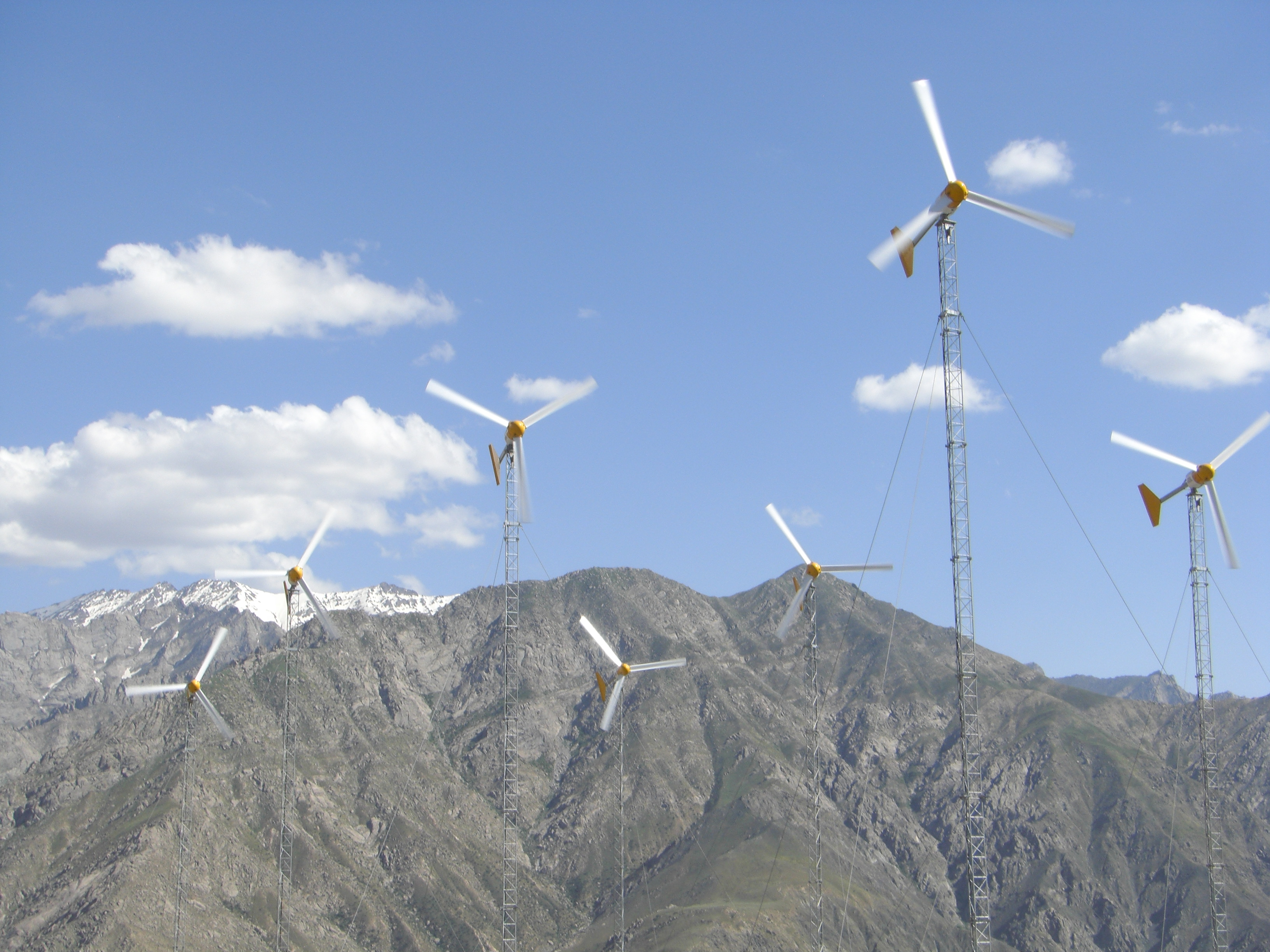
Trang trại gió đầu tiên của Afghanistan tại các tỉnh Panjshir.

Ít nhất một trang trại gió đã được hoàn thành tại tỉnh Panjshir trong năm 2008, nó có khả năng sản xuất 100 kW năng lượng. Cơ quan Phát triển Quốc tế Hoa Kỳ đã hợp tác với Phòng thí nghiệm năng lượng tái tạo quốc gia Hoa Kỳ để phát triển bản đồ gió của tỉnh Herat. Họ đã xác định được khoảng 158.000 megawat tiềm năng năng lượng gió chưa được khai thác. Lắp đặt các turbin gió tại các trang trại gió có thể cung cấp điện cho phần lớn phía tây Afghanistan. Các dự án nhỏ hơn là máy bơm gió đó được gắn vào giếng nước trong một số ngôi làng cùng với hồ chứa để lưu trữ 15 mét khối nước.